# Narcy (Nièvre)
Narcy település Franciaországban, Nièvre megyében. Lakosainak száma 467 fő (2022. január 1.). Narcy Vielmanay, Raveau, Bulcy, Chasnay, Garchy, Murlin, Nannay és Varennes-lès-Narcy községekkel határos.

## Népesség
A település népességének változása:
| Lakosok száma | 543  | 533  | 548  | 513  | 496  | 478  | 476  | 471  | 467  |
|               | 2013 | 2015 | 2016 | 2017 | 2018 | 2019 | 2020 | 2021 | 2022 |